# عابد فتاحی
عابد فتاحی (متولد ۱۳۳۷، ارومیه)، نماینده اصلاح طلب دوره هفتم و نهم مجلس شورای اسلامی است. او نماینده کرد اهل ارومیه است.
فتاحی علاوه بر اینکه از نمایندگان اهل سنت مجلس است، ریاست فراکسیون اهل سنت مجلس نهم را نیز بر عهده دارد. فتاحی تخصص چشم را از دانشگاه استانبول در ترکیه گرفته و از سال ۱۳۷۱ مشغول طبابت نیز است.